# Stawy (województwo łódzkie)
Stawy – wieś w Polsce położona w województwie łódzkim, w powiecie łęczyckim, w gminie Góra Świętej Małgorzaty.
Przez wieś przebiega droga wojewódzka nr 703.
W latach 1975–1998 miejscowość administracyjnie należała do województwa płockiego.